# Christian Giménez (Fußballspieler, 1981)
Christián Eduardo Giménez (* 1. Februar 1981 in Resistencia, Chaco), nach seiner Heimatprovinz auch bekannt unter dem Spitznamen Chaco, ist ein ehemaliger argentinisch-mexikanischer Fußballspieler, der vorwiegend im Mittelfeld agierte.

## Leben
Das Talent von „Chaco“ Giménez wurde frühzeitig von Talentscouts des argentinischen Topvereins Boca Juniors erkannt, so dass er bereits im Alter von acht Jahren zu Boca stieß, wo er den gesamten Nachwuchsbereich durchlief und 1998 sein Debüt als Profifußballspieler gab. Dort verbrachte er die ersten fünf Jahre seiner Profikarriere, die zu den besten Jahren der Vereinsgeschichte der Boca Juniors gehören, so dass er bereits vor seinem 21. Geburtstag eine Reihe von Titeln sammeln konnte. Dreimal gewann er mit Boca die argentinische Meisterschaft, zweimal die Copa Libertadores und 2000 den Weltpokal.
Seit Sommer 2004 spielt Giménez in der mexikanischen Primera División, wo er zunächst jeweils eine Saison für Veracruz und den Hauptstadtverein América spielte. Anschließend stand er drei Jahre bei Pachuca und aktuell bei Cruz Azul unter Vertrag.
Mit América und Pachuca gewann er zwischen 2006 und 2008 dreimal in Folge den CONCACAF Champions’ Cup. Außerdem gewann er mit Pachuca 2006 die Copa Sudamericana und 2007 einen Meistertitel.

## Erfolge

### National
- Argentinischer Meister: Apertura 1998, Clausura 1999, Apertura 2000 (mit Boca)
- Mexikanischer Meister: Clausura 2007 (mit Pachuca)

### International
- Weltpokal: 2000 (mit Boca)
- Copa Libertadores: 2000, 2001 (mit Boca)
- Copa Sudamericana: 2006 (mit Pachuca)
- CONCACAF Champions’ Cup: 2006 (mit América), 2007, 2008 (mit Pachuca)